# Stefan Mifsi
Stefan Mifsi (fr. Stéphane Mifsud; rođen 13. avgusta 1971. u Istres, Francuska) je francuski ronilac. On je petostruki svetski prvak u ronjenju na dah. Njegov kapacitet pluća je 10.5 litara.

## Najbolji rezultati
- Statičko ronjenje (Static Apnea - STA) - 11. minuta 35 sekundi (Svetski rekord postignut 8. juna 2009. godine)[1]
- Dinamičko ronjenje bez peraja (Dynamic without fins - DNF) - 131. metara.
- Dinamičko ronjenje sa perajima (Dynamic with fins - DYF) - 213. metara.

## Spoljašnje veze
- zvaničan sajt Stéphane Mifsud (језик: француски)